# Заставе (Мазовецьке воєводство)
Заставе (пол. Zastawie) — село в Польщі, у гміні Вонсево Островського повіту Мазовецького воєводства.
Населення — 211 осіб (2011).
У 1975—1998 роках село належало до Остроленцького воєводства.

## Демографія
Демографічна структура станом на 31 березня 2011 року:
|          | Загалом | Допрацездатний вік | Працездатний вік | Постпрацездатний вік |
| -------- | ------- | ------------------ | ---------------- | -------------------- |
| Чоловіки | 104     | 22                 | 73               | 9                    |
| Жінки    | 107     | 19                 | 68               | 20                   |
| Разом    | 211     | 41                 | 141              | 29                   |